# Timaios (Platon)

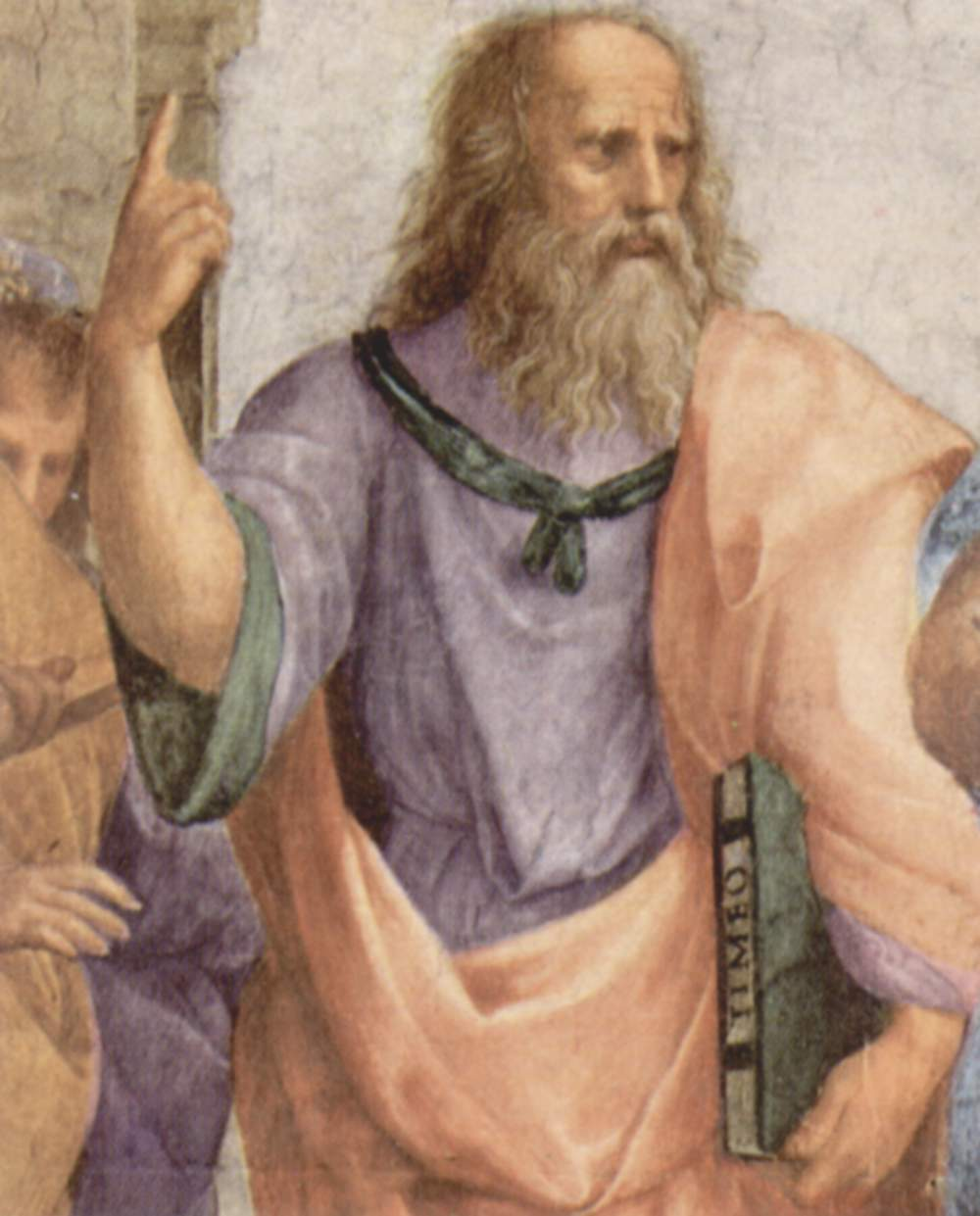
Platon med dialogen Timaios under armen. Detalj från Rafaels fresk Skolan i Aten.

Timaios (grekiska: Τίμαιος) är en dialog av Platon. Den betraktades under antiken och en tid framåt som den främsta av hans dialoger. I verket diskuteras världens skapelse, den fysiska världen och människans natur samt myten om Atlantis. Dialogen antas vara skriven cirka 360–355 f.Kr. Talarna i dialogen är Sokrates, Timaios från Lokroi, Hermokrates och Kritias.

## Handling
Dialogen utspelar sig dagen efter det att dialogen Staten har ägt rum. Enligt inledningen till Timaios utgör den en fortsättning på diskussionen som förts i Staten. Dialogen är på många sätt innehållsmässigt en praktisk tillämpning av det vetenskapliga program som skisserats i Staten.
I verket beskrivs ett antal av Platons mest kända idéer. En grundläggande skillnad görs mellan "den eviga världen" och "den fysiska världen". Den fysiska (förnimbara) världen ändras och upplöses. Den är objekt för åsikter och icke-rationella uppfattningar och föreställningar. Å andra sidan är den eviga (sanna) världen konstant och oföränderlig. Den kan uppfattas genom förnuftet. En annan tanke som förs fram är att varande och blivande förhåller sig till varandra liksom sanning och föreställning förhåller sig till varandra. Därför kan en beskrivning av den fysiska världen inte innebära mer än en sannolik berättelse. 
Timaios föreslår att eftersom ingenting uppstår eller förändras utan orsak, måste orsaken till universum vara en demiurg eller en gud, en figur som Timaios hänvisar till som fadern och skaparen av universum. Denne skapar världen i sin egenskap som gudomlig hantverkare. Eftersom demiurgen är god vill han eller hon att det ska vara så mycket gott som möjligt i världen. Demiurgen skapar ordning från substans genom att imitera oföränderliga och eviga former (paradigm) ur den eviga och perfekta världen.

## Bilder

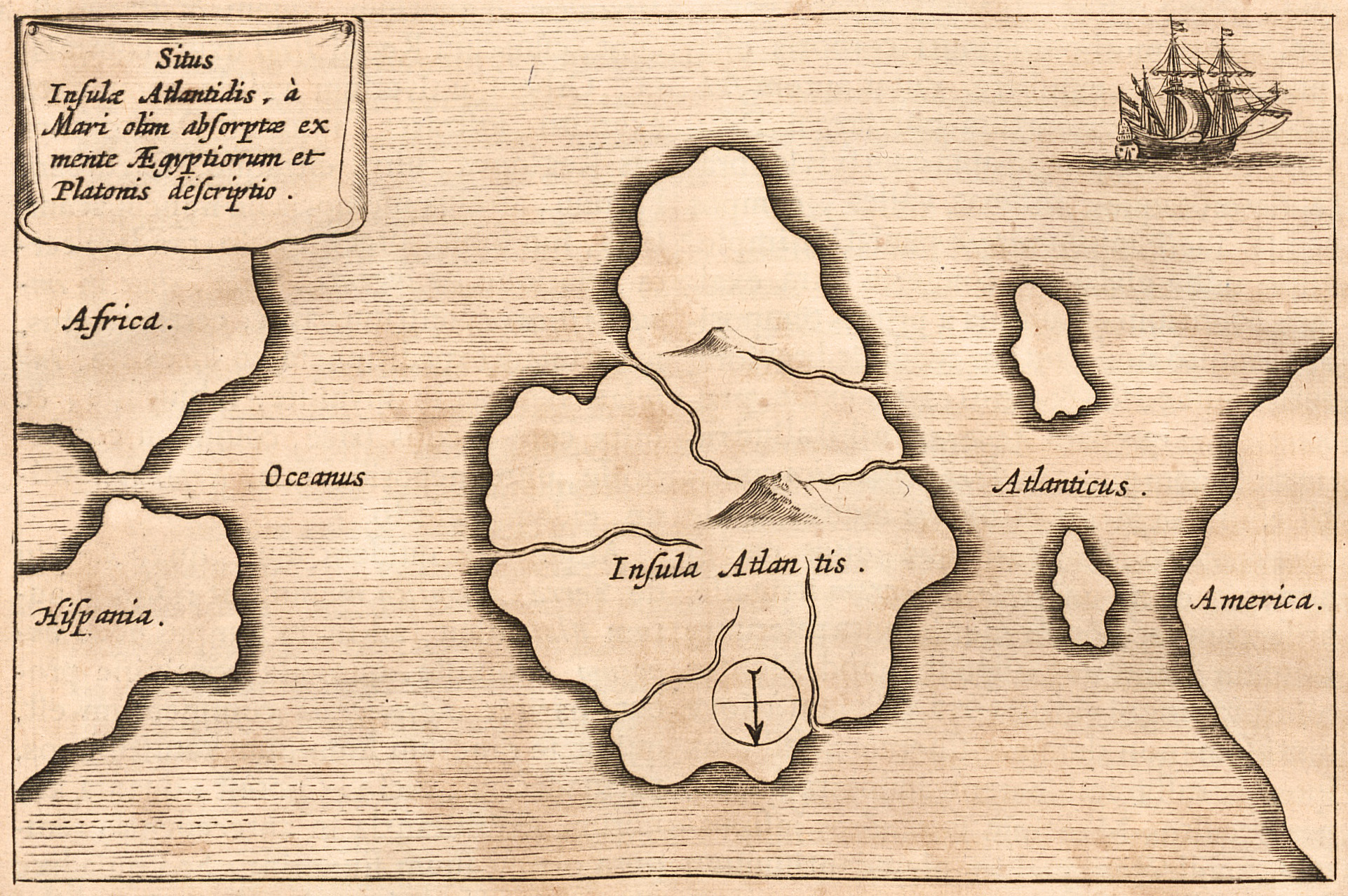
Ön Atlantis avbildad i Athanasius Kirchers Mundus Subterraneus från 1664.